# X (album Liberty X)
X è il terzo ed ultimo album del gruppo inglese dei Liberty X, che si è poi sciolto nel 2007.

## Tracce
1. "X"
2. "It's OK"
3. "Song 4 Lovers"
4. "Then There Was You"
5. "Shotgun"
6. "Yo DJ"
7. "In My Bed"
8. "Dirty Cash"
9. "Move Ya Body"
10. "Divine Intervention"
11. "Being Nobody" (Richard X vs Liberty X)
12. "Got 2 Have Your Love"
13. "Holding on for You"
14. "Just a Little"

### Ristampa del 2006
1. "X"
2. "It's OK"
3. "Song 4 Lovers"
4. "Then There Was You"
5. "Shotgun"
6. "Yo DJ"
7. "In My Bed"
8. "Dirty Cash"
9. "Move Ya Body"
10. "Divine Intervention"
11. "A Night to Remember"
12. "Being Nobody" (Richard X vs Liberty X)
13. "Got 2 Have Your Love"
14. "Holding on for You"
15. "Just a Little"